# Waimalu
Waimalu är en stad i Honolulu County på den amerikanska ön Hawaii, med cirka 29 371 invånare (2000). Den har enligt United States Census Bureau en area på totalt 15,8 km² varav 0,5 km² är vatten.  